# Missionstatement
Een missionstatement of missie, ontleend aan het Engelse mission statement (met een spatie), is een beknopte omschrijving van de hogere doelstelling van een bedrijf of organisatie. 
Het doel van een missie is het bevorderen van de cohesie en coherentie van de organisatie. Een missie komt meestal samen voor met een visie.
De missie komt vaak in marketingprojecten voor.